# Kazachstania zonata
Kazachstania zonata är en svampart som beskrevs av Imanishi, Ueda-Nishim. & Mikata 2007. Kazachstania zonata ingår i släktet Kazachstania och familjen Saccharomycetaceae.   Inga underarter finns listade i Catalogue of Life.